# Lotoha'apai United
Il Lotoha'apai United è una società calcistica con sede a Veitongo, nelle Tonga. Partecipa alla Tonga Major League, della quale detiene il record del maggior numero di vittorie.

## Storia
In precedenza il club era denominato SC Lotoha'apai.

## Palmarès

### Competizioni nazionali
- Tonga Major League: 16 [1]

1998, 1999, 2000, 2001, 2002, 2003, 2004, 2005, 2006, 2007, 2008, 2010-2011, 2011-2012, 2013, 2013-2014, 2018

### Risultati nelle competizioni OFC
- OFC Champions League: 6 partecipazioni

1999, 2001, 2005, 2006, 2012, 2014

## Rosa per la OFC Champions League 2013-2014
| N. |                  | Ruolo | Calciatore           |
| -- | ---------------- | ----- | -------------------- |
| 1  | Tonga (bandiera) | P     | Brady Lauti          |
| 2  | Tonga (bandiera) | P     | Soane Faupulai       |
| 3  | Tonga (bandiera) | D     | Samele Gamele        |
| 4  | Tonga (bandiera) | D     | Samisoni Mafi        |
| 5  | Tonga (bandiera) | D     | Michael Uhatahi      |
| 6  | Tonga (bandiera) | D     | Lui Muavesi          |
| 7  | Tonga (bandiera) | D     | Sione Uhatahi        |
| 8  | Figi (bandiera)  | D     | Matana Paongo        |
| 9  | Tonga (bandiera) | C     | Soane Tatafu Tahitua |
| 10 | Tonga (bandiera) | C     | Lafaele Moala Gamele |

| N. |                  | Ruolo | Calciatore                |
| -- | ---------------- | ----- | ------------------------- |
| 11 | Tonga (bandiera) | C     | Mark Uhatahi              |
| 12 | Tonga (bandiera) | C     | Oliveti Vai               |
| 13 | Tonga (bandiera) | C     | Fakama'unga Semisi        |
| 14 | Tonga (bandiera) | C     | Sione Tutulevuvea Tahitua |
| 15 | Tonga (bandiera) | C     | Cym'bals Zame'le          |
| 16 | Tonga (bandiera) | C     | Timote Maamaloa           |
| 17 | Tonga (bandiera) | A     | Fakamalinga Semisi        |
| 18 | Tonga (bandiera) | A     | Tupou Uhatahi             |
| 19 | Tonga (bandiera) | A     | Valu Kolofale             |
| 20 | Tonga (bandiera) | A     | Ilalio Leakona            |